# 王建军 (1957年)
王建军（1957年8月—），江苏滨海人，汉族，中华人民共和国政治人物、第十一届全国人民代表大会四川地区代表。

## 生平
王建军早年以知青的身份来到四川省郫县团结公社插队，后来步入政坛，在四川省劳动局（即今四川省人力资源和社会保障厅，曾名劳动人事厅、劳动厅、劳动和社会保障厅）任职，官至四川省劳动和社会保障厅副厅长。2003年外放广安市，先后担任中共广安市委副书记、市人民政府市长，中共广安市委书记。2008年至2013年担任全国人大代表。
2013年，王建军回到人社厅，担任中共四川省委组织部副部长、省人力资源社会保障厅厅长、党组书记，省公务员局局长。2016年，王建军当选为四川省政协秘书长，直到2021年2月卸任。